# Federación Nacional de Baloncesto de Guatemala
Der Guatemaltekische Basketballverband ist der offizielle Basketballverband in Guatemala. Er hat seinen Sitz in Guatemala-Stadt.

## Geschichte und Aufgaben
Der Verband wurde 1949 gegründet und ist seit 1949 Mitglied der Fédération Internationale de Basketball (FIBA) und ist damit auch Mitglied der FIBA Amerika.
Präsident des Verbandes ist zur Zeit Edwin Estuardo Arriola Gálvez. Sein Generalsekretär ist Tereso Sosa de Harrañaga.
Der Verband ist für die Organisation, Leitung und Entwicklung des Basketballsports in Guatemala verantwortlich. Der Verband vertritt den Basketballsport gegenüber Behörden sowie nationalen und internationalen Sportorganisationen.
Zusätzlich verteidigt der Verband auch die moralischen und materiellen Interessen des Guatemaltekischen Basketballs. Der Verband organisiert die Nationale Meisterschaft und ist für die Guatemaltekische Basketballnationalmannschaft und die Guatemaltekische Basketballnationalmannschaft der Damen verantwortlich.

## Infos zum Verband
| Kriterium               | Fakten                        |
| ----------------------- | ----------------------------- |
| Gründungsjahr           | 1949                          |
| Jahr des FIBA-Beitritts | 1949                          |
| Kontinental Verband     | FIBA-Amerika                  |
| Sitz des Verbandes      | Guatemala-Stadt               |
| Präsident               | Edwin Estuardo Arriola Galvez |
| Generalsekretär         | Tereso Sosa de Harrañaga      |
| Höchste Liga            |                               |
| Sonstiges               |                               |